# Burgkunstadt
Burgkunstadt è un comune tedesco di 6 895 abitanti, situato nel land della Baviera.